# Convention avec le cadastre en Belgique
 (janvier 2022).
Si vous disposez d'ouvrages ou d'articles de référence ou si vous connaissez des sites web de qualité traitant du thème abordé ici, merci de compléter l'article en donnant les références utiles à sa vérifiabilité et en les liant à la section « Notes et références ».
En Belgique, l'administration du cadastre, devenue temporairement ACED (Administration Centrale de l'Enregistrement et des Domaines) puis AGDP Administration Générale de la Documentation Patrimoniale a établi une convention avec les géomètres-experts indépendants.
Cette convention organise une collaboration privilégiée entre l'administration et le géomètre en matière de confection de plans, d'échange d'informations et de consultation d'informations cadastrales.
La convention concerne tous les types de plans (plans joints ou non joints aux actes, procès-verbaux de mesurage et/ou de bornage, etc.) que réalise le géomètre.

## La mission du géomètre
Le géomètre doit réaliser ses plans en respectant le cahier des charges très élémentaire suivant:
- indication de la date du mesurage ;
- indication de l’échelle du plan et de la direction du nord ;
- désignation complète des parcelles cadastrales concernées : commune, division cadastrale, section, numéro ;
- indication de la longueur de tous les segments de la partie mesurée et des coordonnées de chaque sommet et, quoi qu’il en soit, tous les éléments géométriques permettant de reconstituer ultérieurement et de façon non équivoque, les points limites sur le terrain au départ de points fixes durables levés en nombre suffisant (coin de bâtiment, …) ;
- indication des cotes de mesurage et des informations nécessaires au dessin de la (des) nouvelle(s) parcelle(s) et au calcul de sa(leur) superficie ;
- indication sur chaque plan des coordonnées des sommets de propriété et des bâtiments servant au rattachement ;
- indication sur chaque plan d'un tableau reprenant les numéros des parcelles (y compris les parcelles voisines attenantes) avec, en regard, le nom du propriétaire et une case prévue pour sa signature (afin de ne plus avoir un amas de signatures non identifiable dans un coin du plan) ;
- description succincte de la nature des limites de propriété (mur, haie, clôture…) avec indication du caractère mitoyen ou privatif des éléments séparatifs de propriété ;
- description détaillée des sommets de limites de propriété (pieu, borne, cornière, souche…)
- dans la mesure du possible, les signatures des propriétaires voisins seront demandées par le géomètre afin de rendre juridique et opposable la limite avec ceux-ci.
- en cas de lotissement, indication du numéro du lot, de la date et du numéro du permis de lotir ;
- si le bien jouxte le domaine public, la dénomination exacte du chemin ou du cours d’eau ;
- indication de la superficie au centiare près.

Après passation de l'acte, le notaire doit renvoyer au géomètre deux exemplaires du plan signé ne varietur par lui et par les personnes prenant part à l'acte.
Le géomètre en conserve un pour ses archives et renvoie l'autre au Cadastre, accompagné d'un listing des points sur support.

## Les engagements de l'administration
En échange de cela, l'administration fournit (dans le contrôle concerné)au géomètre-expert conventionné, un libre accès à toute la documentation patrimoniale et aux plans envoyés par les autres géomètres.
Si un document est absent de la documentation du contrôle, le géomètre-expert peut obtenir le même document à la Direction du Cadastre, mais contre paiement.
Le géomètre-expert conventionné en obtient gratuitement des copies.

## Pourquoi exiger un géomètre-expert conventionné?
Le client final tire plusieurs avantages à faire appel à un géomètre-expert conventionné :
- La garantie que les documents seront conformes aux exigences de l'administration et qu'il n'y aura pas de refus de mutation. (Si un plan est inutilisable par manques d'éléments, le cadastre et l'enregistrement peuvent refuser la nutation ou l'enregistrement de l'acte, provoquant ainsi un surcoût pour le client…) ;
- Le coût des prestations sera moins élevé étant donné la gratuité des frais de recherche de documents cadastraux (les géomètres non conventionnés ne peuvent obtenir que certains documents auprès de l'administration et contre paiement et avec un délai de commande d'une quinzaine de jours) ;
- La rapidité d'obtention de ces renseignements.